# Griček pri Željnah
Griček pri Željnah je naselje v Občini Kočevje. Ustanovljeno je bilo leta 2000 iz dela ozemlja naselja Željne. Leta 2015 je imelo 66 prebivalcev.